# فريدريك بيج
فريدريك بيج (بالإنجليزية: Frederick Joseph Page)‏ هو عازف بيانو نيوزيلندي، ولد في 1905، وتوفي في 1983.

## وصلات خارجية
- فريدريك بيج على موقع ميوزك برينز (الإنجليزية)